# 南通西站
南通西站位于中华人民共和国江苏省南通市通州区平潮镇腾通路附近，是集铁路、轨道交通和公交于一体的综合交通枢纽。设计站房面积1.6万平方米，有沪苏通铁路、盐通高速铁路和建设通苏嘉甬铁路经过南通西站，南通地铁1号线亦在此设站。南通西站综合交通枢纽工程于2019年2月开工，2020年7月1日随沪苏通铁路开通启用。

## 车站结构
南通西站站房建筑面积1.6万平方米，地上2层、地下2层，高28.903米，共设置有4台8线，设计最高聚集人数1000人，为高架站场线下站房布局。本站由中铁第四勘察设计院设计，中铁建工集团施工建设。

### 车站设计

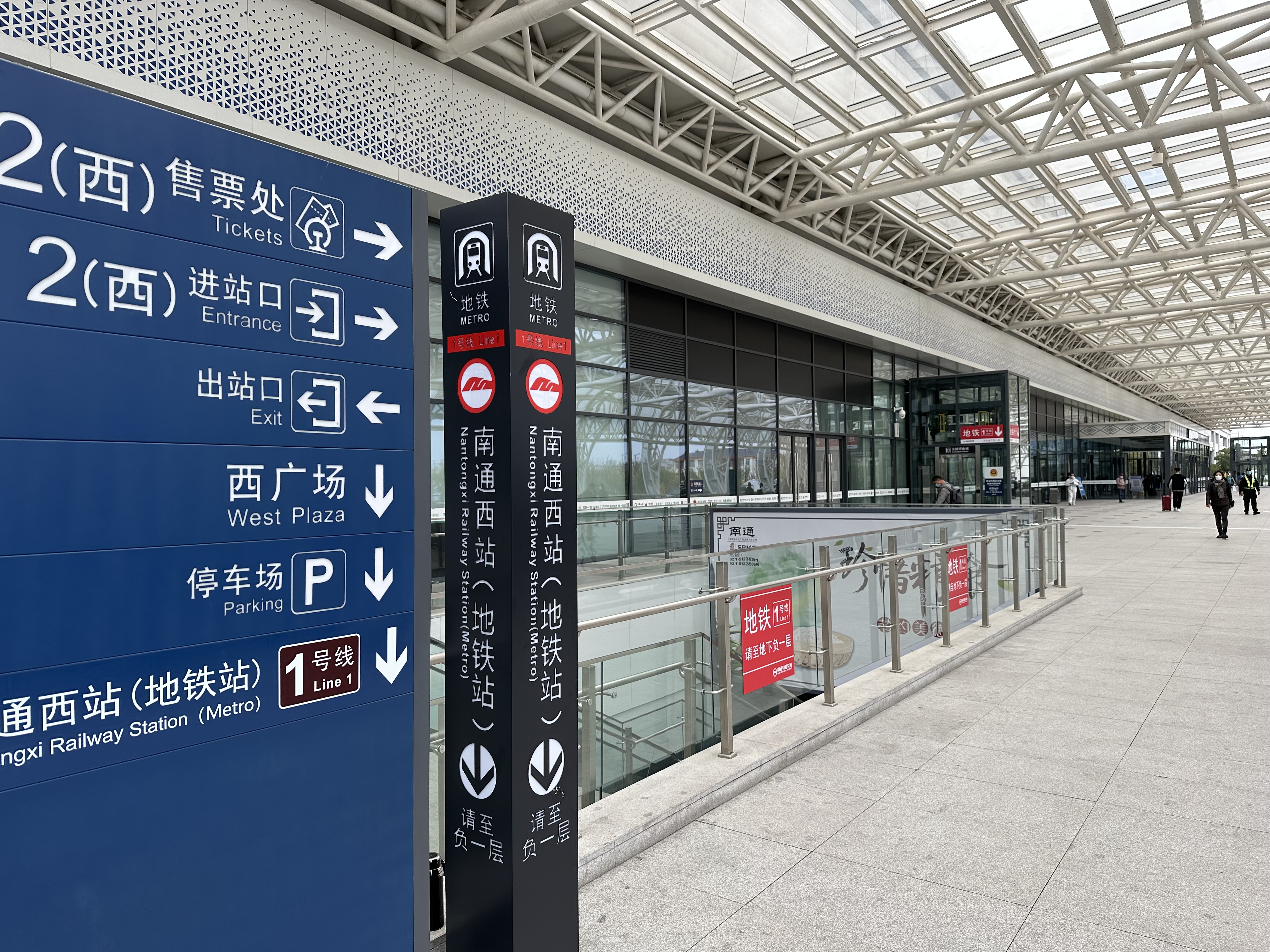
进站口和送客平台

车站外形整体以“鸥翔江海，腾飞天地”为设计主题，立面以南通的国家非物质文化遗产蓝印花布和板鹞风筝为灵感，使用蓝白双色为主色调；车站整体采取了站台站房一体化设计，通过在水平方向上线性拉长并进行流线型设计，赋予车站速度感、运动感的形象；向两侧轨道展开的一体化站台雨棚又在车站正立面形成了振翅欲起的意象，喻意南通在高铁交会的助力下展翅腾飞。
车站室内同样以蓝白两色作为主色调。高架站台层的墩柱在站房内部被连接成连续墙面，并对墙面和天花整体进行装饰，以此来弱化桥下候车的压抑、不适感。候车大厅的天花板吊顶使用了菱形蓝色镂空铝板来模仿蓝印花布，其上图案以南通民间艺术海安花鼓，以及鱼跃江海、双凤呈祥为主题。检票通道以及空调出风口处的吊顶则使用了镂空的南通市花广玉兰花为造型。在综合服务中心、进站广厅、站台、出站通道等处，则大量使用蓝色丝印夹绢玻璃来呈现出蓝印花布的形象，展示南通山水风光、古今历史、民俗文化。站内南通本地元素的装饰由南通大学的杏林学院、艺术学院共同设计。
南通西站的硬件设备也进行了一定调整优化。实名制核验与检票合并设置在候车厅往站台层处，车站卫生间、手机充电台等设计也进行了一定优化以提升乘客体验。

### 艺术作品
车站内除了大量蓝印花布主题装饰，还布置了4幅大型漆画浮雕和64幅小型铜版画，展示南通古今风光。所有公共艺术作品都由南通本地民间艺术家陶永华设计制作。
站内4幅大型漆画浮雕位于候车厅四面墙面，分别名为《江风海韵》、《濠河漫咏》、《模范城市》和《走向未来》。分别展示着南通江海交汇的狼山磅礴风光、濠河浇灌的百年实业历史、整洁美丽的当代城市风貌和灿烂辉煌的发展前景。4幅壁画在雕刻完成后还运用金箔与文蛤粉进行装饰，使壁画呈现典雅温润的香槟金色调，与站房内蓝白为主的装修相映成趣。
64幅小型铜版画则布置在候车厅通往各处的通道内，每条通道8幅。所有小型铜版画被分为风物、风俗、非遗、教育、博物馆、通州八景、交通发展、体育冠军八个主题，全面地展示了南通的城市面貌。64幅铜版画采用紫铜制作，由保定、扬州两地的40多名锻打工匠制成。

### 站场布局
南通西站站场位于站房正上方，设4台8线。中间四线为沪苏通铁路到发线与正线，两侧四线为盐通高速铁路到发线。站台采用混合柱设计，站房上方部分与站房立面合设一体化大跨度无站台柱雨棚，两端延伸部分则为钢结构有站台柱雨棚。
| 侧式站台 |                                     |
| 1站台    | 通苏嘉甬铁路 往宁波方向（张家港站） |
| 2站台    | 沪苏通铁路 往上海方向（张家港北站） |
| 岛式站台 |                                     |
| 3站台    | 沪苏通铁路 往上海方向（张家港北站） |
| 正线     | 沪苏通铁路 下行列车                 |
| 正线     | 沪苏通铁路 上行列车                 |
| 4站台    | 沪苏通铁路 往南京方向（赵甸站）     |
| 岛式站台 |                                     |
| 5站台    | 沪苏通铁路 往南通方向（南通站）     |
| 6站台    | 盐通铁路 往盐城方向（如皋南站）     |
| 侧式站台 |                                     |
| 站房     | 售票、候车、检票、出站              |

## 接驳交通

### 轨道交通
南通西站地下一层、二层为南通轨道交通1号线南通西站。轨道南通西站呈东西方向布置，与铁路形成十字形交叉。该站为地下二层岛式月台车站，宽21.7米、长213.2米、站台宽13米，与南通西站地下一层下沉广场无缝衔接。该车站已于2022年11月10日建成投入运营。

### 公共汽车
南通西站西北角设置了地面公交枢纽站及长途汽车客运站。在南通西站开通初期，南通市共设置了17路、26路、286路、290路、629路、630路六条公交线路解决南通西站的公共交通需求。

### 私家车与出租车
南通西站东西广场地下设置了立体车库，可停放872辆私家车，以及为64辆出租车提供停车位和上下客区域。

## 未来发展
建设中的通苏嘉甬铁路将引入南通西站。同时南通西站周边地区将进行高密度的站城一体化交通导向开发，形成南通新的发展区。